# Semaine sainte à Roquetas de Mar
 (octobre 2016).
Si vous disposez d'ouvrages ou d'articles de référence ou si vous connaissez des sites web de qualité traitant du thème abordé ici, merci de compléter l'article en donnant les références utiles à sa vérifiabilité et en les liant à la section « Notes et références ».
La semaine sainte à Roquetas de Mar  est l'une des célébrations  les plus importantes de la commune de Roquetas de Mar, dans la Province d'Almería, en Andalousie (Espagne). Il existe au centre de Roquetas de Mar  et ses quartiers les plus proches (Doscientas Viviendas, El Puerto et El Parador de las Hortichuelas) trois  confréries:  La Cofradía de Nuestra Señora de los Dolores (au centre de Roquetas de Mar), la Hermandad de Penitencia del Santísimo Cristo de  la Expiración (Roquetas de Mar: quartier de las doscientas viviendas) et la Cofradía del Santísimo Cristo de la Buena Muerte  et Nuestra Señora de la Amargura (El Parador de las Hortichuelas).

## Histoire de la Semaine sainte à Roquetas de Mar

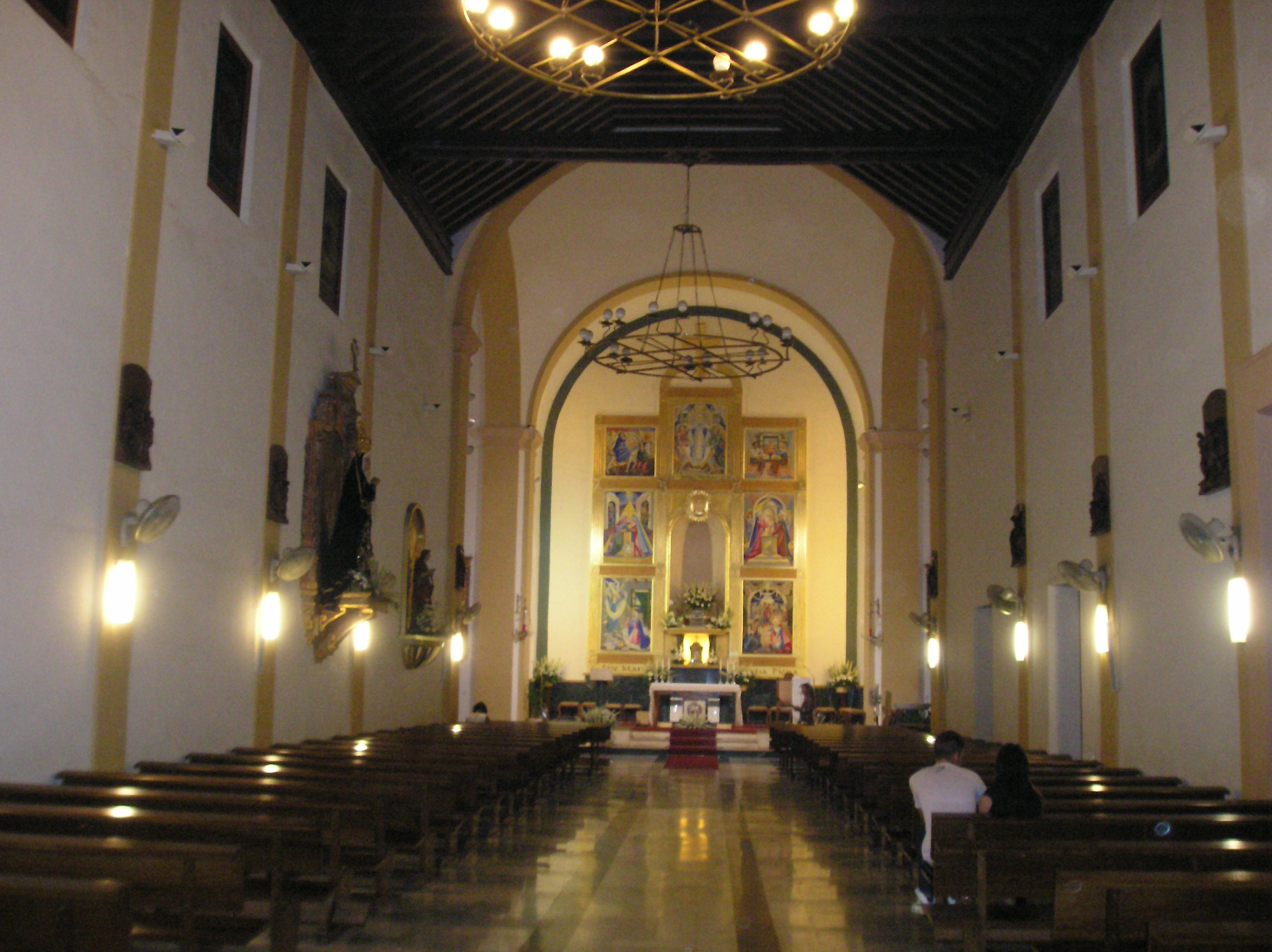
Iglesia de Ntra. Sra. del Rosario por dentro, sede canónica de la Cofradía de Ntra. Sra. de los Dolores.

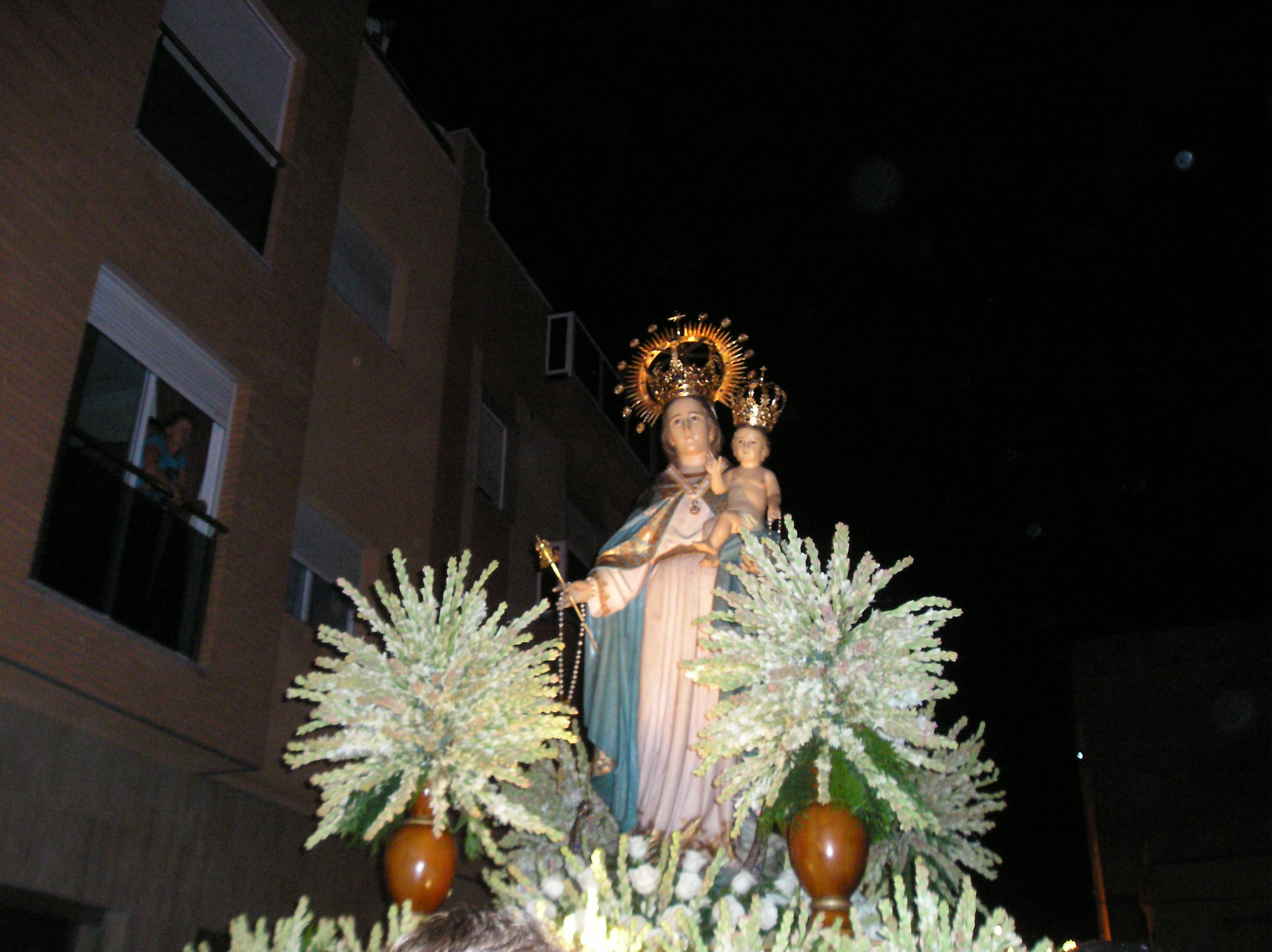
Ntra. Sra. del Rosario, patrona de Roquetas de Mar, en procesión, está procesión se realiza todos los años el día 7 de octubre.

La Semaine sainte est célébrée à Roquetas de Mar depuis qu'on a construit la première  Église (édifice) au XVIIIe siècle, l'église de Nuestra Señora del Rosario.  À la fin de ce siècle, on avait déjà un grand nombre de sculptures. Les confréries n'existaient pas encore, on connaissait seulement  el Apostolado de la Oración de las Hijas de María, mais il existait des processions.  
En 1956, il y eut une tentative ratée de fonder la Cofradía del Santo Sepulcro. Il existe une lettre datée de mars 1956, écrite par el Hermano Mayor et adressée à  Manuel Marín Amat. Dans celle-ci, il dit que Manuel Marín fut nommé Hermano Mayor par l'Assemblée générale. Pour cette raison, Manuel Marín donna la sculpture del Cristo Yacente. Le tombeau d'origine est le même qui existe aujourd'hui.
Beaucoup de sculptures ont disparu pendant la guerre d'Espagne. La sculpture de San Marcos survécut, mais elle fut très abîmée et on la restaura. La Virgen del Rosario, sainte patronne de la commune de Roquetas de Mar, fut sculptée au début des années quarante. Elle est faite en bois de conifère. Elle fut cédée par Manuel Marín Amat, qui fit aussi un don en 1944 de l'image du Cristo del Perdón, située dans l'église de Nuestra  Señora del Rosario. Dans les années quarante, on apporta aussi de la commune Pechina Notre Père Jesús Nazareno. Un couple marié de Roquetas de Mar commanda en 1955 la sculpture de la Virgen de los Dolores pour en faire un don. Il exista une autre sculpture de la Virgen de los Dolores qui disparut en 1939 et fut réalisée dans la Escuela Murciana.

## Confréries

### Confrérie de Nuestra Señora de los Dolores

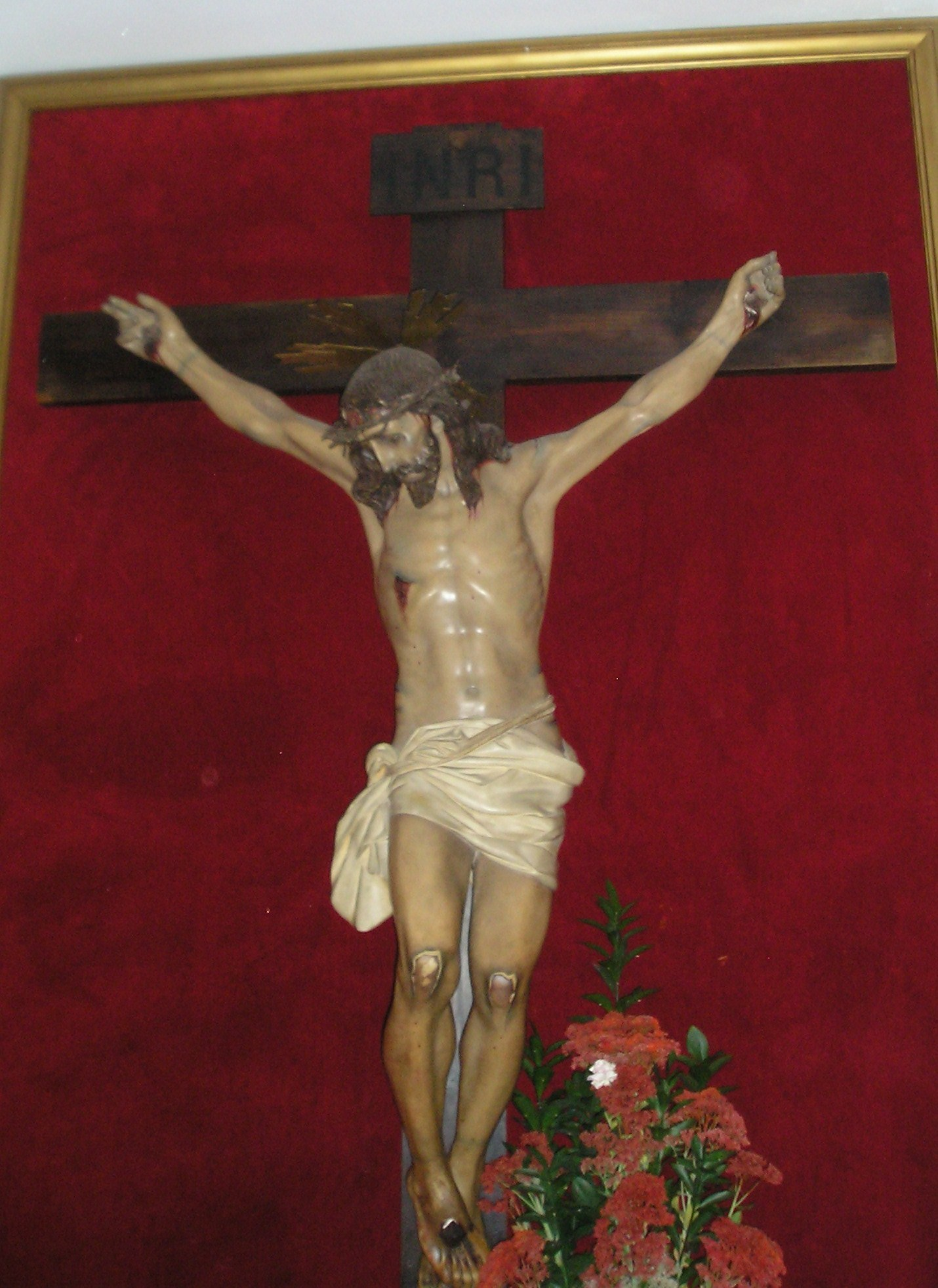
Stmo. Cristo del Perdón, esta imagen salió por última vez en procesión en 1999.

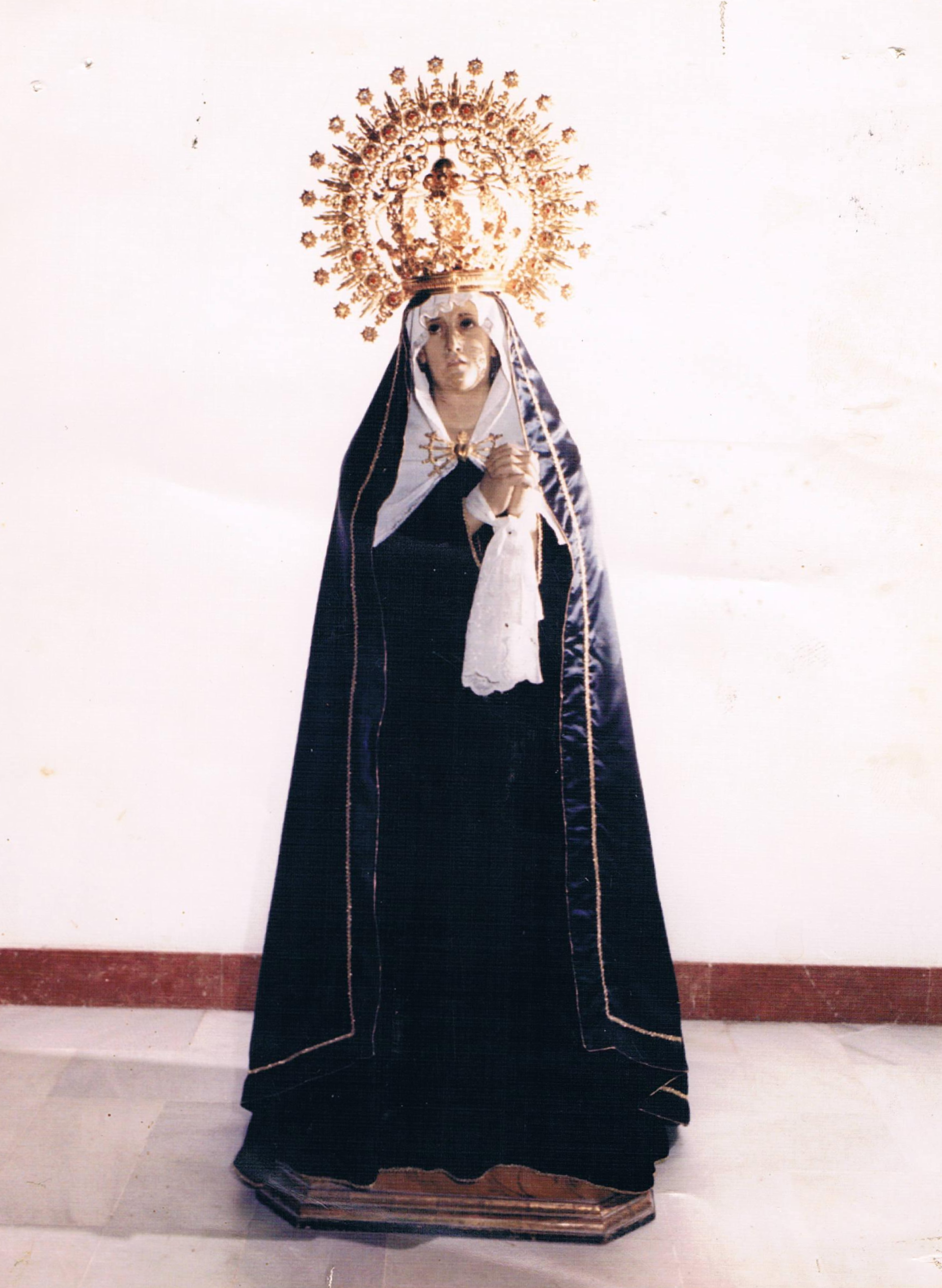
Imagente de Ntra. Sra. de los Dolores en 1991, año en el que salió por primera vez en procesión con su cofradía.

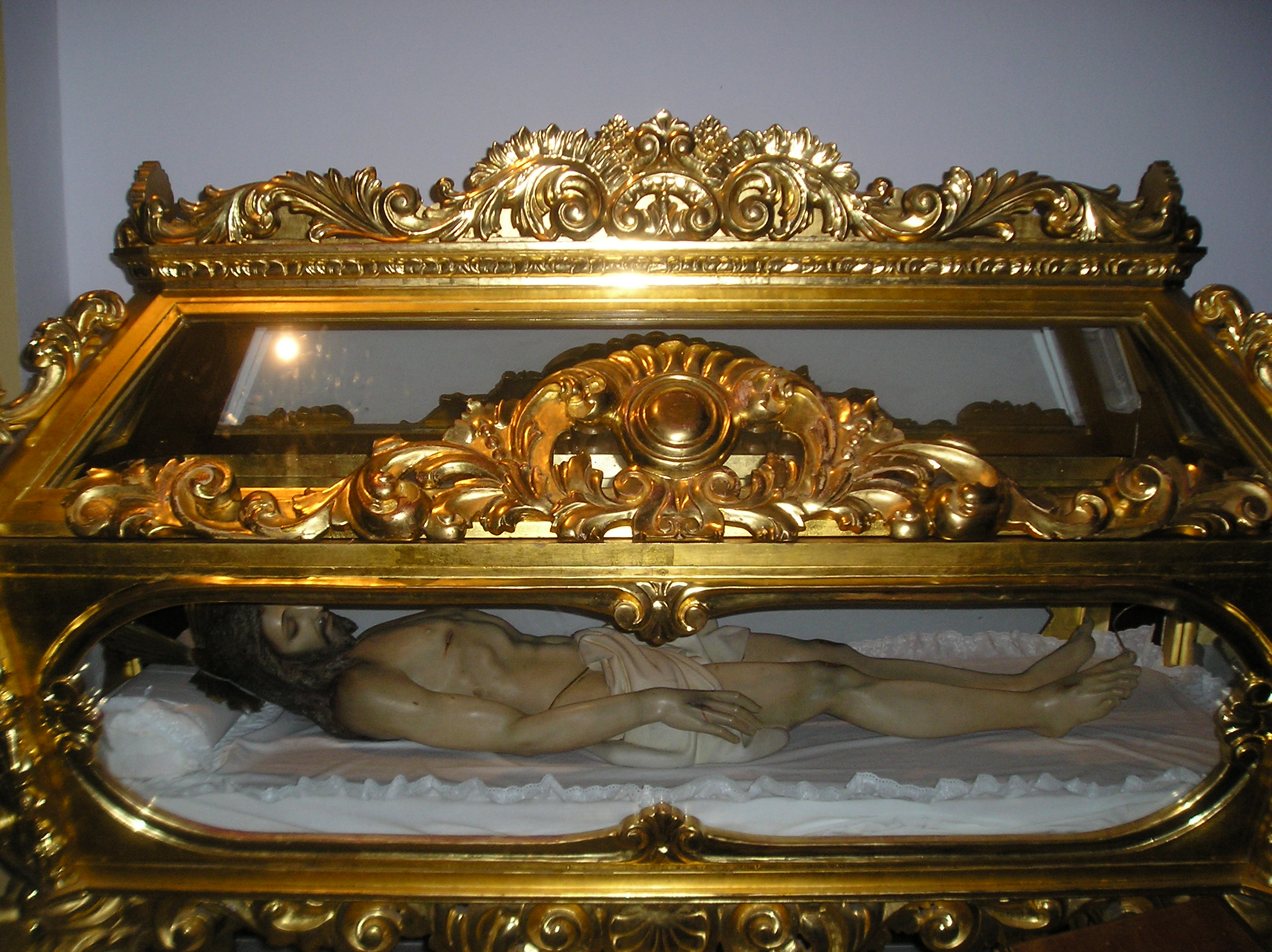
Cristo Yacente en el Santo Entierro del Redentor (imagen), situado en una capilla de la Iglesia de Ntra. Señora del Rosario.

#### Origine
La confrérie de Nuestra Señora de los Dolores de Roquetas de Mar fut fondée par un groupe de six familles de la commune qui, en 1988, commencèrent  à faire le premier pas pour que Roquetas de Mar ait une confrérie qui essaierait de récupérer les activités typiques de la Semaine sainte.
Ce groupe chercha de l'aide auprès d'experts, parmi eux Juan López Martín qui se démarqua.

#### Consolidation
La Virgen de los Dolores sortit pour la première fois en procession en 1991, avec  le trône qui n'était pas terminé. Le porte-drapeau de Ntra.Sra. de los Dolores était à la tête de la procession. L'année suivante, la confrérie commence à prendre racine et à prendre forme, le trône est beaucoup plus complet, il y a un plus grand nombre de personnes qui portent les trônes, et le groupe de Cornetas y Tambores de Roquetas de Mar joue dans la rue. Il y a aussi un grand nombre de pénitents. Cette année-là, il y avait 175 frères. Las Camareras de la Virgen, plus connues sous le nom de "mantilles" commencèrent aussi à prendre leur essor et de la splendeur.
En 1993, l'activité de cette confrérie augmente et, le Mercredi saint, on fait la procession pour la première fois avec Nuestro Padre Jesús Nazareno qui avait été récupéré. Il dut être restauré, puisqu'il était abandonné et détérioré. On avait déjà commandé un deuxième trône pour cette sculpture, dont disposait la confrérie pour faire sortir en procession le Cristo del Perdón (postérieurement le Santísimo Cristo dans sa Divine Miséricorde) et le Santo Entierro del Redentor. Le Cristo del Perdón, qui sortait le Jeudi saint, sortit pour la dernière fois en procession en 1999.
Vu l'essor que prenait peu à peu la confrérie, on continua à augmenter son patrimoine. On acquit des éléments pour les trônes, comme des amphores en argent et des chandeliers pour la Vierge, et des lanternes pour le Christ. On louait des établissements pour garder tous ces éléments, ce qui fait que la confrérie acquit son propre siège pour conserver ses biens et réaliser des réunions, entre d'autres actions. L'acquisition se termina en 1997.
En 1998, la Junte du Gouvernement décida d'acquérir une propre sculpture: el Santísimo Cristo Crucificado en su Divina Misericordia. Cette sculpture fut très attendue par tous les frères. Elle fut taillée par le sculpteur sévillan  Luis Álvarez Duarte.  On n'a pas choisi ce sculpteur par hasard, mais pour son grand parcours professionnel. La sculpture fut bénie en avril 2000, et cette année-là elle sortit en procession, remplaçant le Cristo del Perdón. En 1998, la confrérie remarqua aussi que ses itinéraires n'étaient pas les plus appropriés car ils passaient par des zones dépeuplées. Des nouveaux trajets, toujours d'actualité mais un peu modifiés, furent créés.
En 2008, Nuestro Padre Jesús Nazareno, connu par le peuple sous le nom affectueux de "el nazareno", changea de trône pour un autre fait en bois foncé, donnant à la procession plus de solennité, et le trône antérieur fut utilisé pour les essais de la confrérie.

### Confrérie Pénitentielle del Santísimo Cristo de la Expiración

#### Origine
La Confrérie Pénitencielle del Santísimo Cristo de la Expiración fut fondée à Roquetas de Mar en avril 1994 par un groupe de jeunes de la ville appartenant à la Paroisse de Ntra. Sra. del Rosario et par  Gregorio Gea, le curé de la paroisse. Le groupe  considérait l'idée de former une confrérie avec de forts caractères d'austérité  et de recueillement dans sa station de pénitence et le faire sous des vœux de silence. À partir de là, on débuta un processus de formation de deux ans comme pré-confrérie, dirigée par plusieurs curés, parmi eux  Gregorio Gea et le célèbre prêtre  adjoint  Juan Antonio Moya.
Cette année-là, en mai, on chargea au sculpteur  Jesús Curquejo Murillo  de faire la sculpture de Stmo. Cristo de la Expiración. En février 1995, on demanda à  Juan Antonio Curquejo de réaliser l'étendard corporatif de la confrérie. En mars 1996, on remit l'étendard à la confrérie, le même jour où la sculpture du Cristo de la Expiración voyagea de Séville à Roquetas de Mar. Le bâton de l'étendard corporatif fut réalisé en 1995 par  Rafael Marín dans l'atelier d'orfèvrerie "Maestrante" de Séville.

#### Consolidation
En 1998, on adopta les premiers statuts de la confrérie et on bénit la sculpture du Santísimo Cristo de la Expiración. De même, on demanda la Cruz Guía, basée sur la même croix de la sculpture titulaire.
Le 30 mars 1999, le mardi saint, on fit pour la première fois une procession avec le Stmo.Cristo de la Expiración. Le départ s'effectua à 21h30 à partir de l'église paroissiale de Ntra. Sra. del Rosario jusqu'à  la salle paroissiale de San Juan Batista dans le quartier des 200 viviendas. El Cristo de la Expiración fut porté par 8 frères sur des brancards, qui étaient encore bien conservées et s'utilisaient chaque année lors du chemin de croix qui se célébrait le Viernes de Dolores dans les rues du quartier des 200 viviendas. Le cortège de procession était  formé de 29 frères seulement  (incluant les 8  porteurs du brancard).
En 2001, on étrenne les nouvelles structures de la statue. El Cristo de la Expiración sortit pour la première fois en position verticale et fut porté par 18 frères. En 2002, on ajoute aux structures qui portent la sculpture titulaire, quatre  lanternes forgées réalisées à Ubeda (dans la province de Jaén) comme celles qu'il y avait dans cette ville de Jaen sur la place de Santa Lucía. Ces lanternes  restèrent sur la statue jusqu'en 2008. Aujourd'hui,  on les utilise pour des cérémonies  de culte comme le Triduum qui se célèbre les 12,13 et 14 septembre  dans le cadre de la Exaltación de la Cruz. En mars 2009, on bénit la nouvelle statue del Cristo de la Expiración dans la nouvelle église de San Juan Bautista  par Rvdo.  Antonio Romera dans l'église paroissiale de San Juan Bautista. Elle fut réalisée dans les ateliers d'Aragón et de Pineda en Motril (Grenade). Il est fait en bois d'acajou avec des détails d'orfèvrerie.
En 2010, on essaye le Cortège Liturgique. Des acolytes portant quatre chandeliers d'église et l'ecclésiastique qui fait honneur dans les cérémonies firent la procession. Les chandeliers d'églises sont confectionnés dans les ateliers d'Aragón et Hijos de Motril (Grenade).

### Confrérie del Santísimo Cristo de la Buena Muerte et Nuestra Señora de la Amargura

#### Description
La confrérie del Santísimo Cristo de la Buena Muerte y Nuestra Señora de la Amargura plus connue sous le nom  de Buena Muerte fut fondée le 13 mai 1991 dans le Parador de las Hortichuelas étant la Aprobación de Reglas en 1994. La tunique est en satin blanc. La cape et le masque en satin violet. Le cordon et l'ensemble des boutons en violet. Des chaussures  en chanvre blanches. Cette année (2016) la confrérie célèbre son 25ème anniversaire.

#### Hermanos Mayores Honorarios
La Légion espagnole (29 avril 1994) grâce à une proposition qui fut acceptée,  Rafael Reig de la Vega étant General en Jefe del Mando de la Légion.
La Guardia Civil espagnole, représentée par la 3ème Compañía de la Comandancia de la Guardia Civil de Almería sur la base del Ejido (commune d'Almería). Le 26 mars 2002, la direction générale de la Guardia Civil accepta cette nomination.

#### Images titulaires
Stmo. Cristo de la Buena Muerte. Réalisée en bois de cèdre par  le sculpteur  Jesús Curquejo Murillo. Cette sculpture reçut la bénédiction le 19 février 1995.
Ntra. Sra. de la Amargura. Œuvre du sculpteur sévillan  Juan Manuel Miñarro López.  ses vêtements furent confectionnés par  Juan Antonio Curquejo Morales. La couronne fut réalisée dans les ateliers de Hijos de  Juan Fernández Gómez. Sculpture bénie par el Excmo. y Rvdmo. Sr. Obispo de Almería Dr.  Rosendo Álvarez Gascón  le 28 novembre 1994. 
San Juan Evangelista. Statue sculptée en bois de cèdre. Œuvre du sculpteur gaditan  Luis González Rey. Elle reçut la bénédiction le 4 avril 1998.
Ntro. Padre Jesús de la Salud lors de son entrée triomphale à Jérusalem ("La Borriquita"). Cette sculpture est de taille normale, sculptée en bois de cèdre réel polichromée à l'huile par le sculpteur  Manuel Madroñal Isorna. Elle reçut la bénédiction dans la Iglesia de la Asunción, El Parador.  Elle fut bénie en 2008.

#### Faits célèbres
1996 : Depuis le Mardi saint de 1996, on réalisa la Guardia al Stmo. Cristo de la Buena Muerte,  en partie de la Légion espagnole, et dans la Légion espagnole le Groupe Logistique  II de la Légion.
1997 : À l'occasion du déplacement du Groupe Logistisque  II de la Légion "GT-EJIDO", en mission humanitaire en Bosnie-Herzégovine, on procéda à la livraison d'une reproduction de la sculpture del Stmo. Cristo de la Buena Muerte  pour qu'elle les accompagne dans leur déplacement. Sculpture du Christ qui préside un monolithe des morts  dans le détachement de Trebinje en Bosnie-Herzégovine. 
6 mai 2001: On procéda à la livraison del Guión de Gala au Groupe Logistique II de la Légion, Hermanos Mayores Honorarios  de la Confrérie. Les cérémonies commencèrent à 10h30 avec la célébration de la Santa Misa, qui fut présidée par  Jesús Tortosa Marín, curé de Ntra. Sra. de la Asunción et conseiller de la confrérie.  Au cours des cérémonies, on procéda à la bénédiction del Guión de Gala, agissant comme Madrina  María López Viciana. Les membres de la Légion se déplacèrent jusqu'à la Plaza de la Asunción, où eut lieu  la cérémonie de livraison del Guión de Gala. Lors de cette cérémonie participèrent deux Compañías de Honores, Banda de Música y una Escuadra de Gastadores de la Légion. 
24 septembre 2001 : la mairie de Roquetas de Mar donne l'écusson en or de la ville à la Confrérie.
30 septembre 2001 : Sortie en procession de Nuestra Señora de la Amargura  dans son paso de Palio en raison du X anniversaire de la Confrérie.
15 avril 2007:  Bénédiction de la maison de la confrérie. La bénédiction fut à la charge de l'ancien curé et ancien conseiller  Jesús Tortosa Marín. Lors de cette cérémonie, des représentants de plusieurs confréries de la capitale de Almería et des représentants de los Hermanos Mayores Honorarios de la Légion espagnole, et de la Hermana de Honor de la Guardia Civil accompagnèrent les autorités locales  avec à la tête de celles-ci le maire.
10 novembre 2007: À 19h30, dans  la Parroquia de La Asunción, on fait la livraison  de la médaille  du Congrès des Députés  à  Nuestra Señora de la Amargura.

#### Adresses
Siège canonique: Église (institution) Parroquial de la Asunción de Nuestra Señora (El Parador de las Hortichuelas). 
Siège social: Maison de la confrérie: C/. Paco de Lucia Nº2, 04721 El Parador (Roquetas de Mar).

## Jours de la Semaine sainte

### Viernes de Dolores

#### 200 viviendas
La Hermandad Penitencial del Stmo. Cristo de la Expiración réalisa un chemin de croix avec la sculpture del Cristo de la Expiración, dans le quartier de las 200 viviendas, dans les premiers brancards qu'eut la confrérie, en position oblique.

### Dimanche des Rameaux

#### El Parador de las Hortichuelas

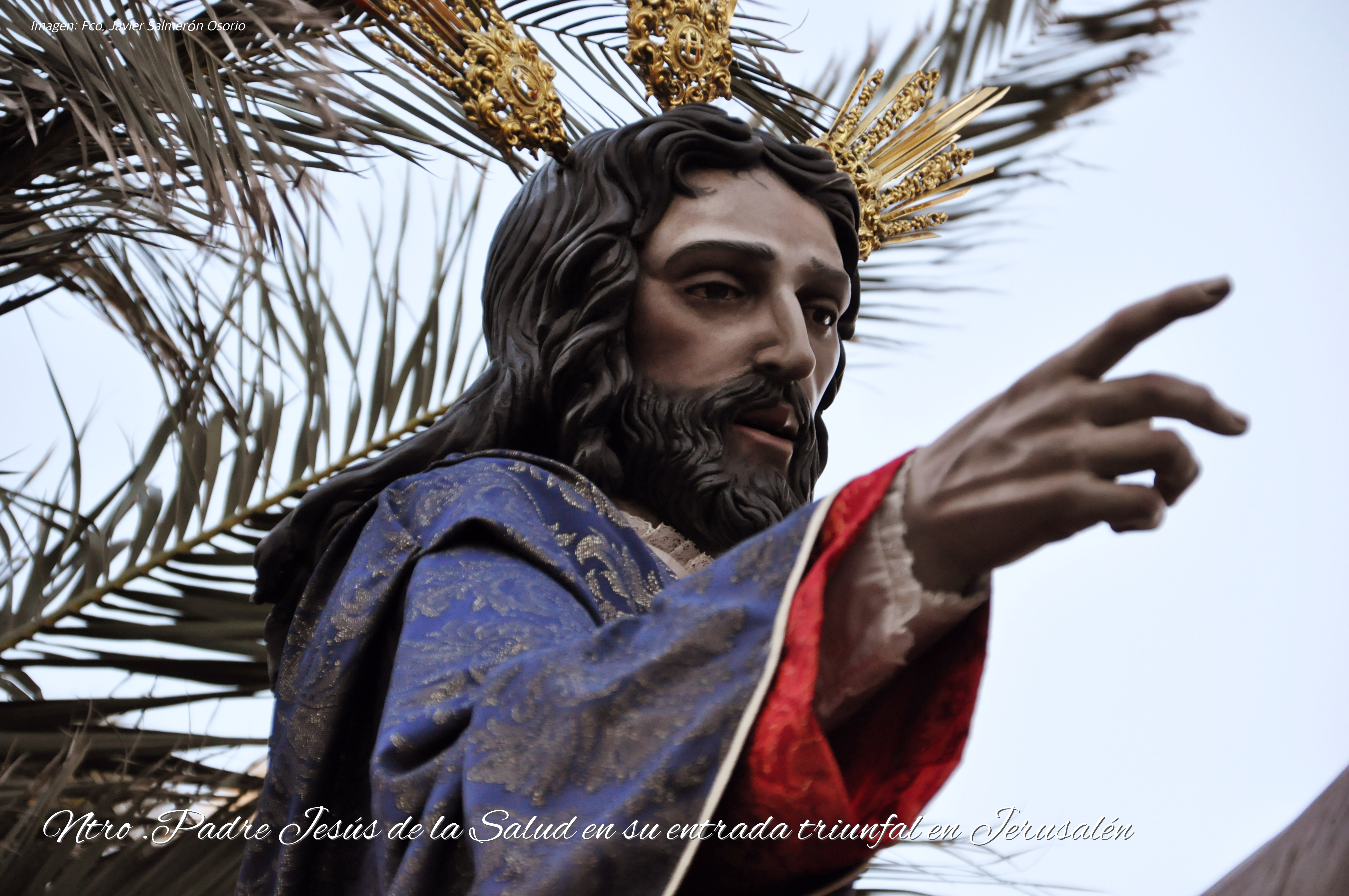
Ntro. Padre Jesús de la Salud en su entrada triunfal en Jerusalén

Dans le quartier del Parador de las Hortichuelas , eut lieu la procession Nuestro Padre Jesús de la Salud  lors de son entrée triomphale à Jérusalem, plus connu sous le nom de la "Borriquita" organisée par la Confrérie del Santísimo Cristo de la Buena Muerte y Nuestra Señora de la Amargura. Les plus petits accompagnent telle sculpture dans les rues. 

#### Roquetas de Mar
Dans l'Église de la Virgen del Rosario, on réalisa l'entrée triomphale de Jésus à Jérusalem, représentée par un enfant monté sur "una borriquita real", qui se promenait dans les rues de Roquetas de Mar, suivi par d'autres enfants. Cette cérémonie ne fait pas  partie des processions des confréries.
200 viviendas
Dans la Iglesia de San Juan Bautista, on réalisa une petite procession avec une sculpture de l'entrée triomphale de Jésus à Jérusalem, qui fut emmenée sur des brancards par des enfants. Cette cérémonie ne faisait pas  partie des processions des confréries.

### Mardi saint

#### 200 viviendas

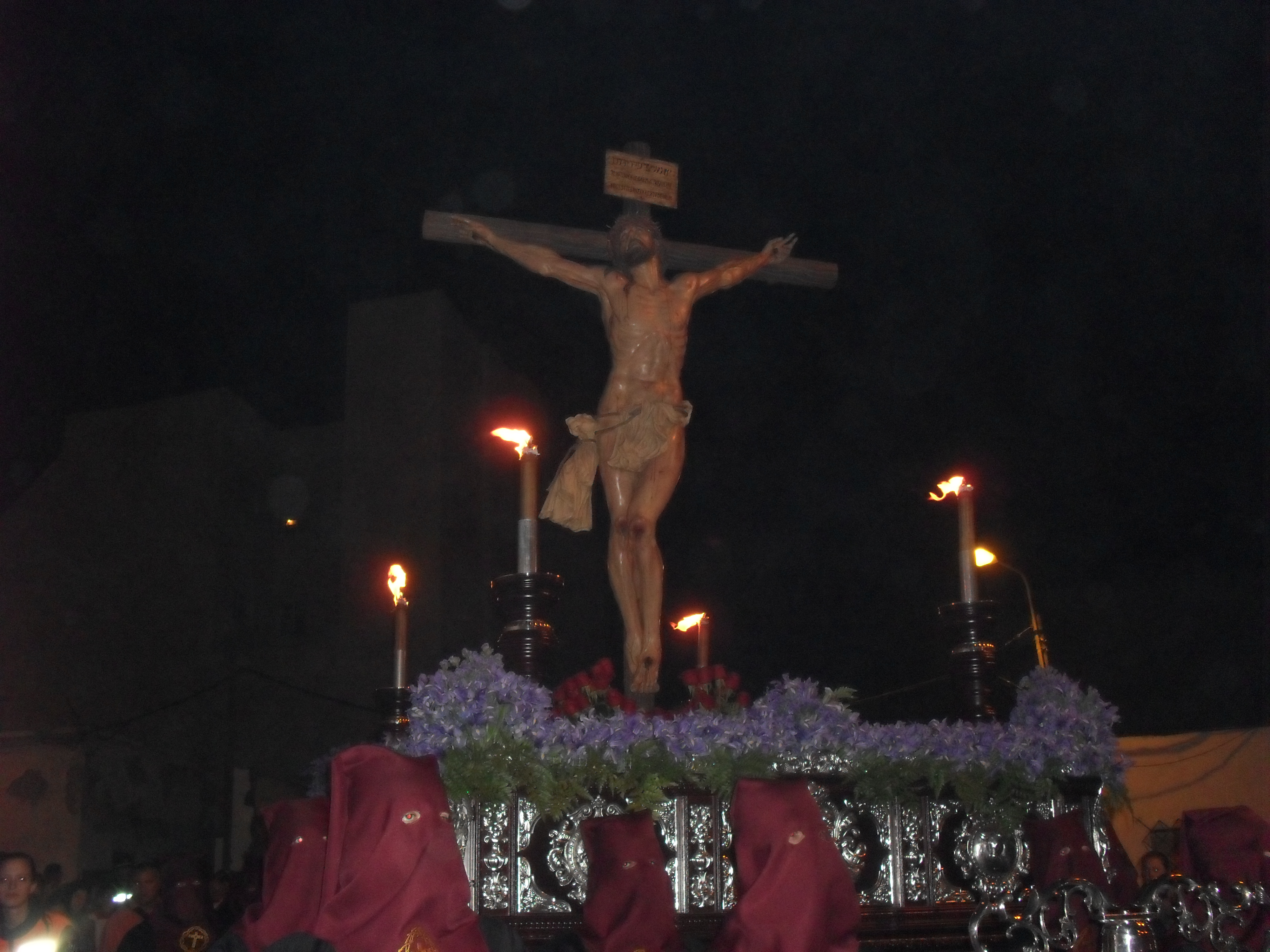
Stmo. Cristo de la Expiración.

La confrérie del Stmo. Cristo de la Expiración procesiona al Stmo. Cristo de la Expiración. La sortie se fit à partir de l'église de San Juan Bautista, son siège canonique. Cette procession est célèbre pour sa solennité et le vœu de silence que font les frères, ce qui fait que les personnes qui portent les sculptures sont dirigées par le contremaître seulement à coups de cloche. Le trône est fait en bois d'acajou avec des détails d'orfèvrerie. Depuis 2009, cette procession passe par l'église de Ntra. Sra. del Rosario, comme carte commémorative des années desquelles elles sortaient de cette paroisse.  À cet endroit-là, on faisait un arrêt et le prêtre avait l'habitude de dire ces paroles, tandis que la sainte-patronne de la commune, Ntra. Sra. del Rosario, était sur la porte en face del Stmo. Cristo de la Expiración.

#### El Parador de las Hortichuelas
Depuis le Mardi saint de 1996, on réalisa la Guardia al Stmo. Cristo de la Buena Muerte,  en partie de la Légion espagnole, et dans la Légion espagnole le Groupe Logistique  II de la Légion. Les fidèles pouvaient visiter la Paroisse pour contempler le tabernacle du Santísimo Cristo de la Buena Muerte. Plus tard, la sculpture fut déplacée par le groupe logistique II de la Légion  qui la portèrent sur leurs épaules jusqu'à sa chapelle où elle sortit en procession en compagnie de Nuestra Señora de la Amargura le Jeudi saint. Elles sont aussi accompagnées par une bande de "gastadores" et le groupe musical de la Légion. À la fin du déplacement, se produisait le "baise-pieds" au Santísimo Cristo de la Buena Muerte. L'évènement est organisé par la Confrérie del Santísimo Cristo de la Buena Muerte et Nuestra Señora de la Amargura.

### Mercredi saint

#### Roquetas de Mar

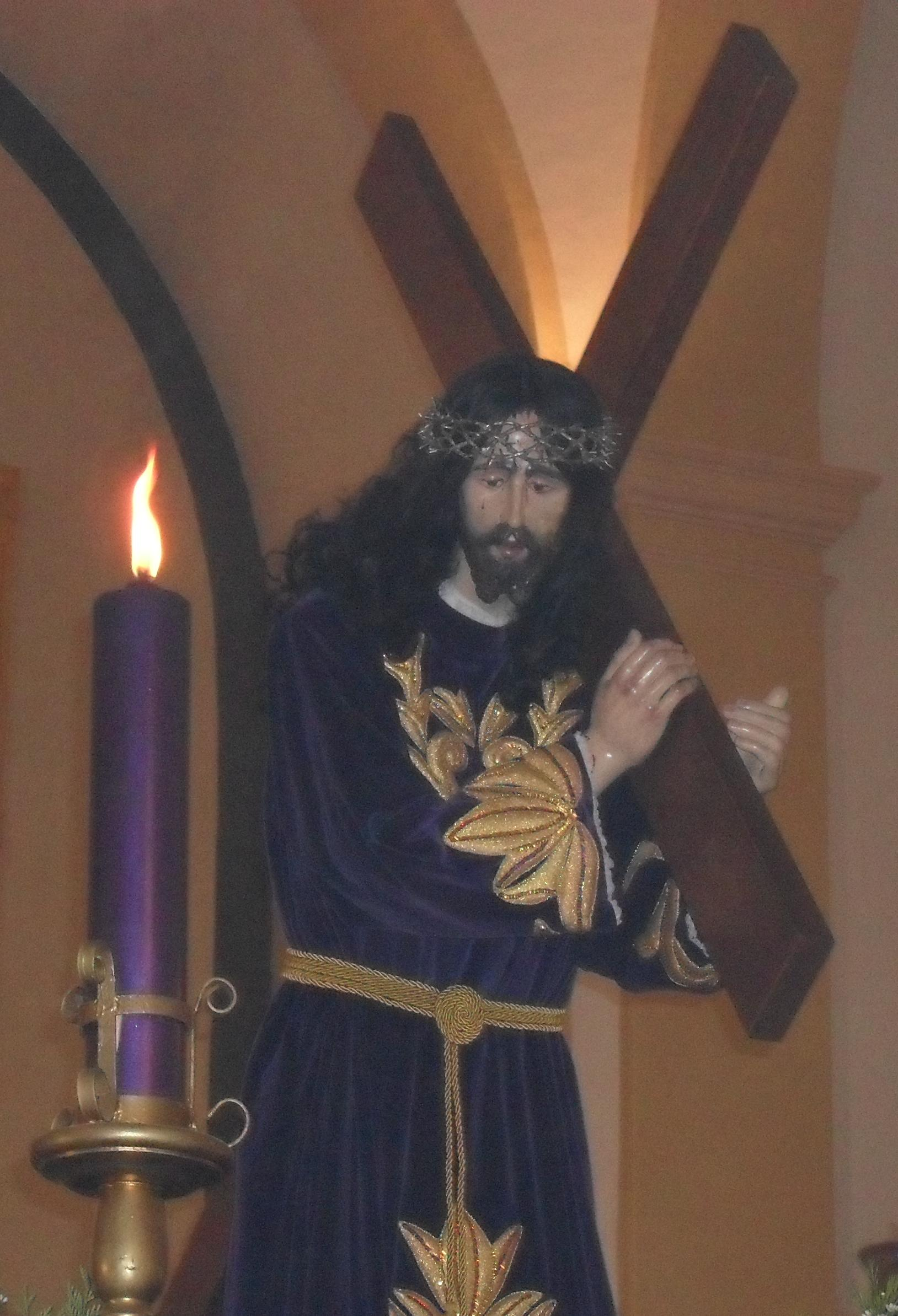
Ntro. Padre Jesús Nazareno.

La Confrérie de Ntra. Sra. de los Dolores défile en procession avec Ntro. Padre Jesús Nazareno, plus connu sous le nom affectueux de "Nazareno" par les habitants de Roquetas de Mar. Elle allait de l'église de Santa Ana jusqu'à l'église de Ntra. Sra. del Rosario  et passait par la Ermita de la Santa Cruz (Roquetas de Mar). Cette procession fut très appréciée des habitants du quartier del Puerto, et de nombreux touristes qui visitèrent la ville y allaient. Le trône est fait en bois peint de couleur sombre. Il était porté par 40 personnes environ, bien que son nombre pouvait varier, en général il augmentait. L'heure de sortie est à 21h30, et cela dure environ trois heures.
Curieusement, elle allait du quartier del Puerto à l'église de Ntra. Sra. del Rosario, car toutes les autres processions commençaient et se terminaient à cette dernière. L'explication était qu'il y a plus de dix ans, un frère proposa que la sculpture sortit du quartier del Puerto, car dans ce quartier il n'y avait pas de processions pendant la Semaine sainte et on accepta sa proposition. Jusqu'à la construction de l'église actuelle de Santa Ana, elle sortait d'entrepôts et de garages du quartier del Puerto, qui étaient cédés pour cette cérémonie.

### Jeudi saint

#### Roquetas de Mar
La Confrérie de Ntra. Sra. de los Dolores défilait en procession avec el Cristo Crucificado en su Divina Misericordia  suivi de la Virgen de los Dolores, tous deux sur des trônes différents. Ils partaient de l'église  de Ntra. Sra. del Rosario, défilaient dans la ville et retournaient à la même église pour terminer. Cette procession était très attendue par les habitants de Roquetas de Mar et c'était une des processions qui causait le plus de dévotion dans et en dehors de la confrérie, car le Christ était très attendu quand il arrivait à l'église de Ntra. Sra. del Rosario. Le trône du Christ était doré alors que celui de la Vierge était argenté. Il était porté par 40 personnes environ, bien que son nombre pouvait varier, en général il augmentait. L'heure de sortie était à 22h00, et cela durait environ deux heures trente.

#### El Parador de las Hortichuelas
La Confrérie del Santísimo Cristo de la Buena Muerte & Nuestra Señora de la Amargura réalisait la procession de ses sculptures titulaires:  el Santísimo Cristo de la Buena Muerte, San Juan Evangelista & Ntra. Sra. de la Amargura. Il y en avait deux qui défilaient: 

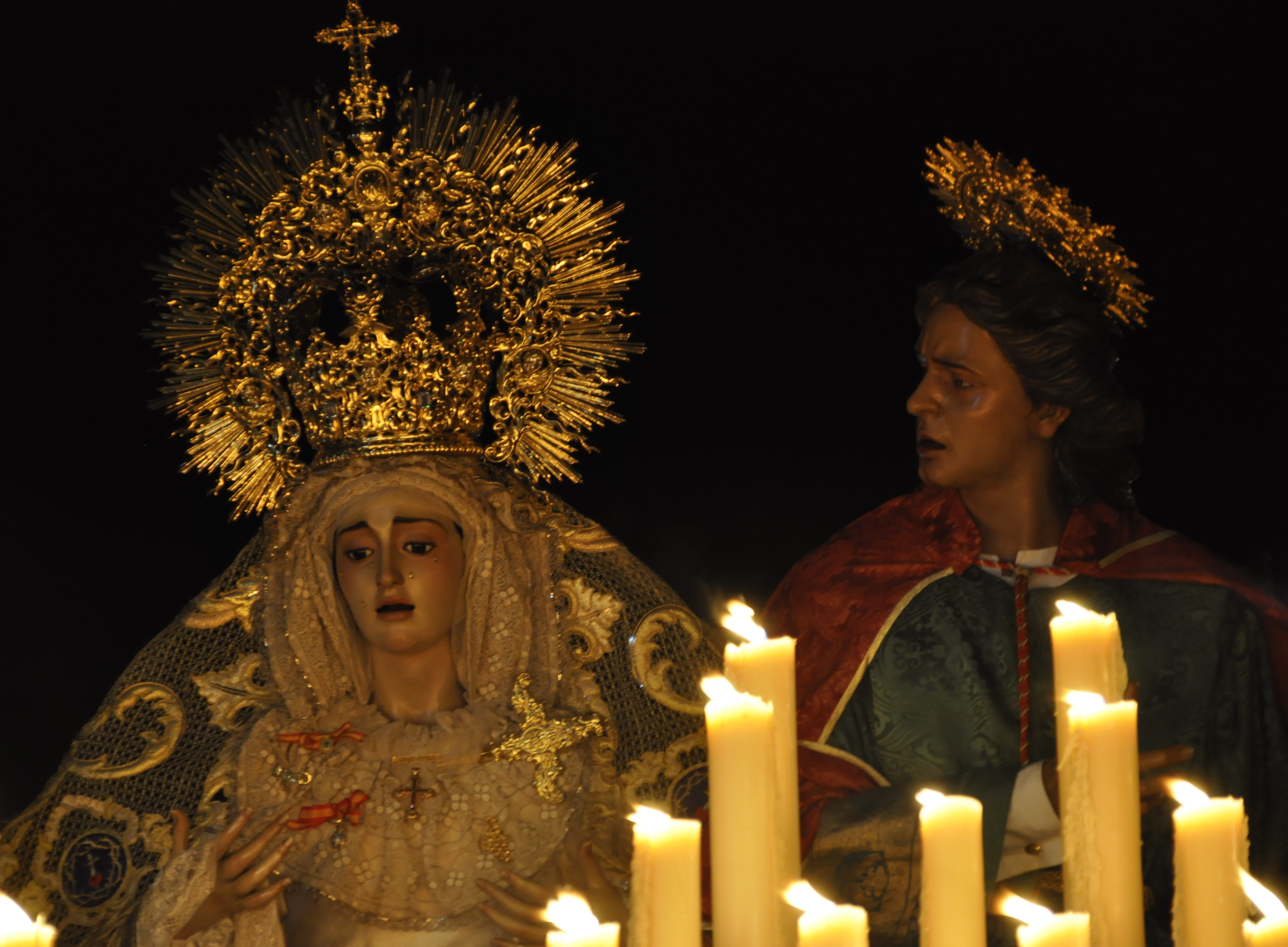
Ntra. Sra. de la Amargura & San Juan Evangelista en el paso de Palio el Jueves Santo de 2015

- Statue del Santísimo Cristo de la Buena Muerte. Statue en bois sculptée, réalisée par le sculpteur sévillan  Manuel Caballero Farfán en 1998. Il s'agissait d'une statue "de canastilla". Personnes qui portaient les statues: 35, style de travail: sévillan.
- Paso de Nuestra Señora de la Amargura. Carafes et chandeliers d'alpaga de style baroque. Chapelle centrale avec la sculpture de “Nuestro Padre Jesús Cautivo de Medinaceli”. Carafes et chandeliers d'alpaga de style baroque. Ensemble de chandeliers de 72 pièces. Socle d'alpaga argenté. Toute l'orfèvrerie réalisée dans les ateliers de  Manuel de los Ríos. Plafond en velours bleu réalisé dans les ateliers de Dª Elena Caro (Séville). Personnes qui portaient les statues: 30, style de travail: sévillan. 
Le quartier El Parador de las Hortichuelas  suivait la procession avec dévotion dès sa sortie de la chapelle (20h30), accompagnant leurs titulaires durant tout le parcours, et pendant le trajet on faisait plusieurs "petalás". Le défilé se terminait  avec l'attente des fidèles dans la chapelle où se produisait la rencontre entre Nuestra Señora de la Amargura et el Santísimo Cristo de la Buena Muerte. On passait la nuit avec le chant de saetas pour vénérer les sculptures  et un bal entre les statues où les personnes qui les portaient acclamaient leurs sculptures.

### Vendredi saint

#### Roquetas de Mar

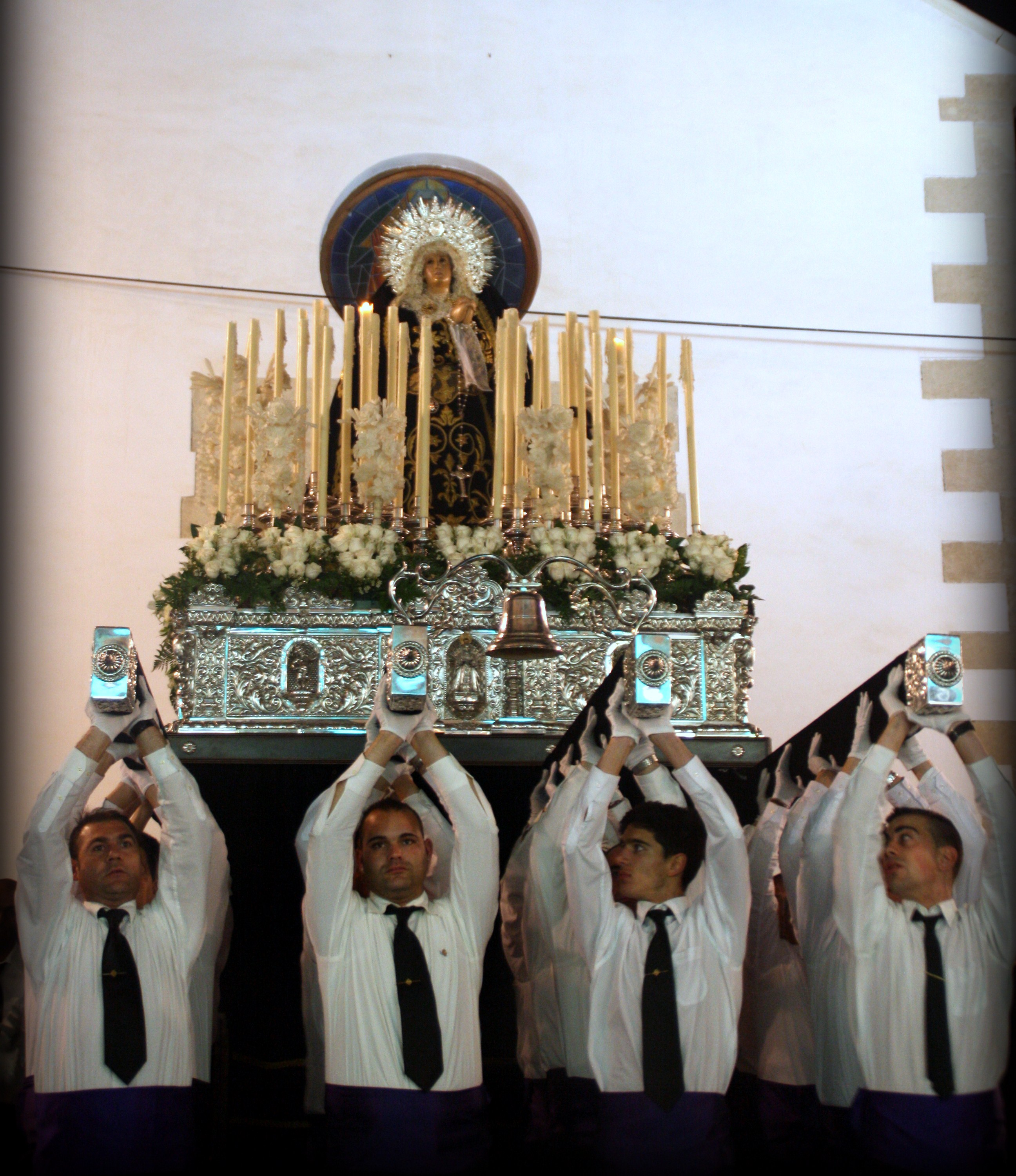
Ntra. Sra. de los Dolores después de salir del templo.

La confrérie de Nuestra Señora de los Dolores réalisait deux processions. La première procession s'appelait el Santo Entierro del Redentor, durant laquelle sortait  la statue del Cristo Yacente dans un tombeau, fabriqué en cristal et en bois, suivi de la Virgen de los Dolores, tous les deux sur des trônes différents. Les autorités accompagnaient le cortège en procession derrière le trône de la Vierge. Ils partaient de l'église  de Ntra. Sra. del Rosario, ils défilaient dans la ville et retournaient à la même église pour terminer. Le trône du Christ était doré alors que celui de la Vierge était argenté. Il était porté par 40 personnes environ, bien que son nombre pouvait varier, en général il augmentait. L'heure de sortie était à 18h30, et cela durait environ deux heures trente.  Après cette procession, on se reposait environ deux heures, pendant lesquelles les confrères changeaient leur cordon par un autre ayant la même couleur que leur tunique et on changeait aussi le voile de Ntra. Sra. de los Dolores par un voile représentant le deuil.
La seconde procession s'appelait la Soledad, où la Virgen de los Dolores  seulement sortait en procession. Celle-ci n'était accompagnée d'aucun groupe de cornettistes et de joueurs de tambours, et elle était dédiée au recueillement et à la réflexion. Cette procession était la plus ancienne de la confrérie (elle se faisait depuis 1991, c'est-à-dire l'année où sortit pour la première fois Ntra. Sra. de los Dolores). Elle se démarquait par la prière du Rosaire et par le parcours qui passait dans des rues étroites. Les pénitents y allaient sans cape, avec des gants noirs et le cordon noir, violet ou rouge, ceux qui étaient de la Ntra. Sra. de los Dolores, de Ntro. Padre Jesús Nazareno ou des deux sculptures du Christ. Le trône était argenté avec de nombreux détails et porté par plus de 40 personnes. Celles qui avaient porté le Cristo Yacente (en procession à côté de Ntra. Sr.a de los Dolores le même après-midi) se joignaient aux autres. L'heure de sortie était à 23h00, et cela durait environ trois heures,.